# Unijerina
Unijerina (cyr. Унијерина) – wieś w Czarnogórze, w gminie Kotor. W 2011 roku liczyła 9 mieszkańców.